# Lola T600

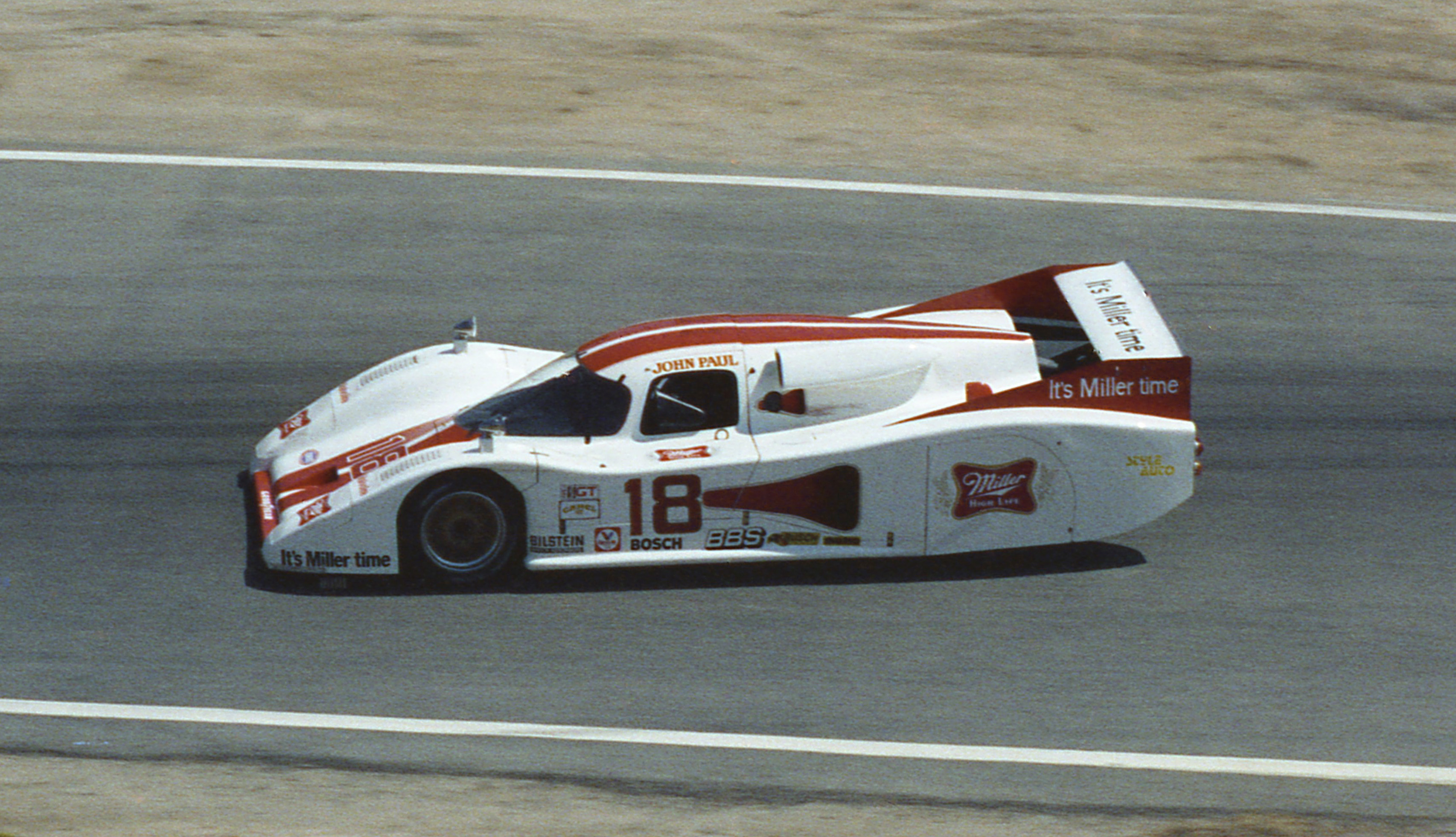
Ein Lola T600, gefahren von John Paul junior beim IMSA-GTP-Rennen in Laguna Seca 1982

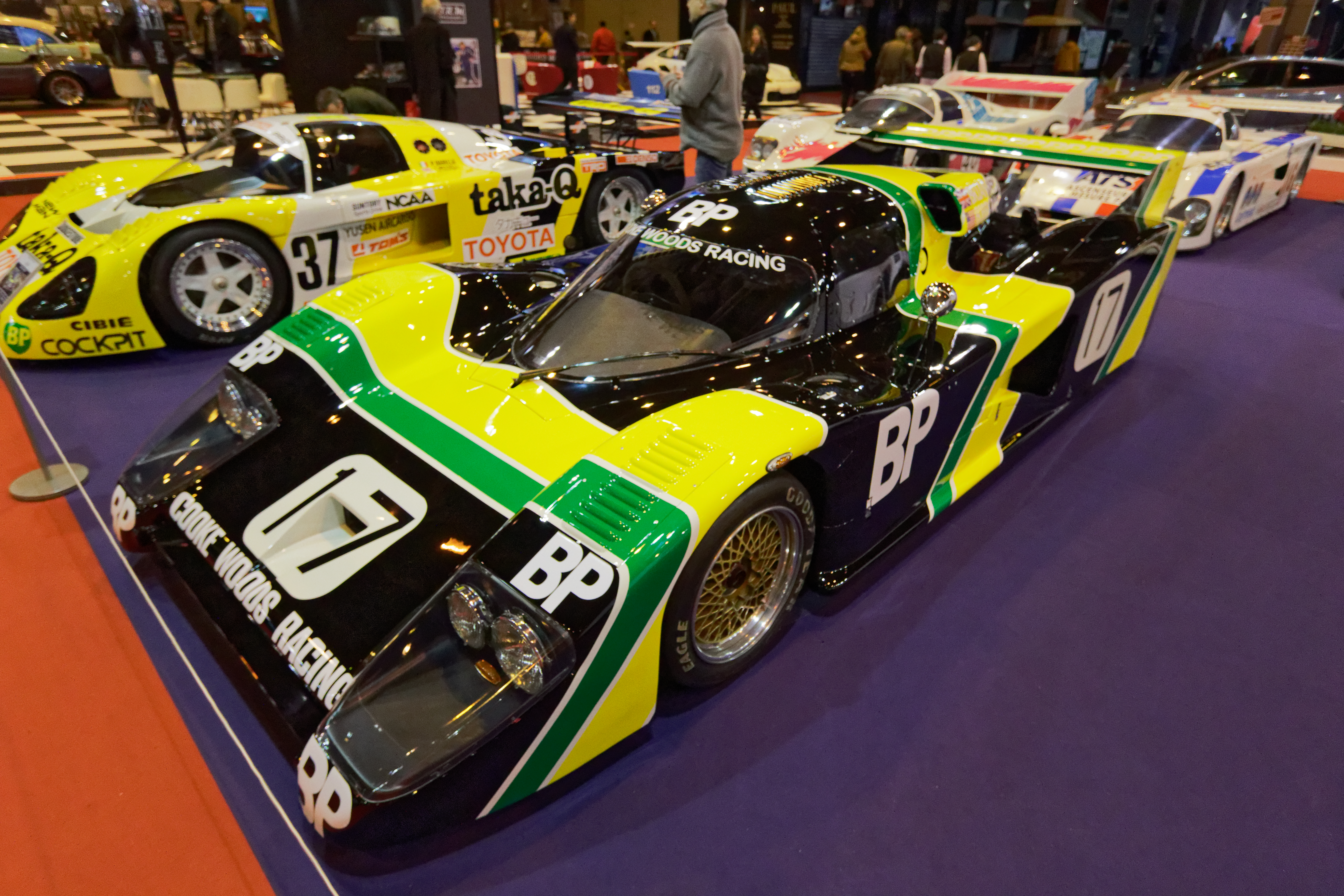
Der Cooke-Woods-Racing-T600

Der Lola T600 war ein Sportwagen-Prototyp, der 1981 bei Lola Cars entwickelt wurde und bis 1993 bei Sportwagenrennen zum Einsatz kam.

## Entwicklungsgeschichte und Technik
Weil die Dominanz der Porsche 935 in der Sportwagen-Weltmeisterschaft 1980 überhandnahm, führte die FIA für die Saison 1981 mit der GTP-Klasse eine neue Rennklasse bei internationalen Sportwagenrennen ein. Diese Rennklasse ging bereits auf die ab 1982 geltende Gruppe C ein, die ab diesem Zeitpunkt die Sportwagenrennen neu regulierte.
Die Entwicklung des T600 geht einerseits an diese Neuregulierung und anderseits auf den britischen Rennfahrer Brian Redman zurück. Redman und die Eigentümer des US-amerikanischen Rennstalls Cooke-Woods Racing waren auf der Suche nach einem Rennfahrzeug für die neue geschaffene IMSA-GTP-Serie, die ab 1981 mit Fahrzeugen der GTP-Klasse bestritten wurde. Redman wandte sich an Eric Broadley, den Eigentümer von Lola Cars. Die ursprüngliche Idee, ein Lola T70-Fahrgestell mit einer neuen Karosserie auszustatten wurde verworfen und stattdessen ein komplett neuer Rennwagen entwickelt. Der französische Rennwagendesigner Max Sardou konstruierte ein Ground-Effekt-Fahrzeug das mit einer Aluminium-Karosserie verkleidet wurde. Die beiden Hinterräder waren völlig verdeckt. Bei Reifenwechsel musste zuerst eine Klappe entfernt werden, um an die Reifen zu kommen. Für die IMSA-GTP-Variante war als Motor ein V8-6-Liter-Aggregat von Chevrolet vorgesehen. Bei Lola entschloss man sich mit einem Fahrgestell in die Sportwagen-Weltmeisterschaft einzusteigen. Dort kam ein 3,3-Liter-DFL-Motor von Cosworth zum Einsatz. In weiterer Folge wurden auch Porsche- und BMW-Turbomotoren in T600-Fahrgestelle eingebaut. Das 5-Gang-Getriebe kam von Hewland.

## Renngeschichte
In den 13 Jahren ihrer Renngeschichte waren T600 198-mal bei 131 Rennveranstaltungen gemeldet. Mit diesem Rennfahrzeug wurden 12 Siege erzielt; 37 Podien stehen ebenso zu Buche, wie drei Klassensiege. Die mit Abstand meisten Meldungen gab der Deutsche Karl-Heinz Becker ab, der Ende der 1980er- und Anfang der 1990er-Jahre 53-mal mit einem T600 am Start war.

### Sportwagenweltmeisterschaft

#### 1981
1981 war Lola mit einem Werksteam in der Sportwagen-Weltmeisterschaft engagiert. Als Fahrer wurden der Brite Guy Edwards und der Spanier Emilio de Villota verpflichtet. Edwards war in den 1970er-Jahren Formel-1-Rennen gefahren. 1974 kam er als Einsatzfahrer bei Embassy Hill mit Lola in Berührung. Der zweifache Formel-1-Weltmeister Graham Hill hatte ein eigenes Rennteam aufgebaut und setzte 1974 von Lola gebaute Rennwagen, die T370 ein. Nach dem Ende seiner Formel-1-Aktivitäten, der fast vollständig erfolglos blieben, ging Edwards bei Sportwagenrennen an den Start. 1980 beendete er das 24-Stunden-Rennen von Le Mans als Gesamtneunter.
Emilio de Villota war ebenfalls ein ehemaliger Formel-1-Pilot. 1977 bestritt er zwei Rennen mit einem privat gemeldeten McLaren M23.
Lola stieg erst beim vierten Saisonrennen, dem 1000-km-Rennen von Monza mit dem Chassis HU3 in die Weltmeisterschaft ein. Schon im Training zeigte sich die Schwäche des Wagens; er war zu langsam. Der Abstand zu den Wagen der Gruppe 5 war enorm. Guy Edwards war mit einer Zeit von 1.50,510 zwar Fünftschnellster in der Gesamtwertung, auf den Trainingsschnellsten Gruppe-5-Ferrari-308-GTB-Turbo von Carlo Facetti und Martino Finotto fehlten jedoch vier Sekunden. Im Rennen kam der Wagen nur 64 Runden weit; die Antriebswelle ging defekt. Den nächsten Einsatz hatte das Team beim 6-Stunden-Rennen von Silverstone. Diesmal wurde der Wagen weitaus besser abgestimmt als im Mugello. Auf dem schnellen Silverstone Circuit kam auch die aerodynamische Karossiere besser zur Geltung. Edwards qualifizierte Chassis HU3 an der zweiten Stelle, 1,3 Sekunden hinter dem Joest-Porsche-908, gefahren von Jochen Mass. Allerdings muss dabei bedacht werden, dass das Wagenkonzept des 908 zu diesem Zeitpunkt bereits zwölf Jahre alt war. Im Rennen gab es wieder einen Ausfall. Die Boxenmannschaft hatte sich bei der Benzinmenge verkalkuliert und der Wagen blieb nach dem zweiten Stint ohne Treibstoff auf der Strecke liegen.
Die erste Zielankunft gab es beim 1000-km-Rennen am Nürburgring, wo die Rennveranstaltung wie die Jahre davor auf der Nordschleife stattfand. Hier war die Konkurrenz an schnellen Prototypen für die Lola-Mannschaft bisher am größten. Neben fielen Privatteams, die Porsche 935 gemeldet hatten und dem Team von Reinhold Joest, hatte sich die Werksmannschaft von Lancia mit zwei Werkswagen auf den Weg in die Eifel gemacht. Ein dritter Lancia Beta Montecarlo wurde vom Schweizer Peter Sauber gemeldet, der auch zwei BMW M1 zur Rennstrecke brachte. Im Training war der T600 wieder viel zu langsam. Nur die 16. Trainingszeit konnte in der Qualifikation erreicht werden. Auf den Trainingsschnellsten Ford Capri Turbo – der nach einem Motorschaden im Warm-Up nicht am Rennen teilnehmen konnte – gefahren von Manfred Winkelhock und Klaus Niedzwiedz fehlten 38 Sekunden. Was trotz der langen Streckenlänge ein viel zu großer Rückstand war. Im Rennen reichte es für den achten Gesamtrang und zum Sieg in der Klasse der GTP-Fahrzeug. Der Rückstand auf den Sauber-BMW M1 von Hans-Joachim Stuck und Nelson Piquet war jedoch groß.
Beim Höhepunkt der internationalen Sportwagensaison, dem 24-Stunden-Rennen von Le Mans, waren zwei T600 gemeldet. Neben dem Werkswagen – zu den beiden Stammpiloten Edwards und de Villota kam der Spanier Juan Fernández als dritter Fahrer ins Team – brachte Cooke-Woods Racing seinen in der IMSA-GTP-Serie eingesetzten Prototyp zum französischen Langstreckenrennen. Während der Werkswagen im Training die zwölftschnellste Zeit erzielte, scheiterte der US-amerikanische Wagen im Training. Das US-Team – das in der IMSA-GTP-Serie überlegen war – kam mit dem schnellen Circuit des 24 Heures nicht zurecht und schaffte trotz der beiden Spitzenpiloten Bobby Rahal und Brian Rebmann keine vernünftige Wagenabstimmung. Im Rennen wurde das Werksteam von vielen technischen Problemen geplagt, die zu einigen unplanmäßigen Boxenstopps führten. Im Schlussklassement platzierte sich das Team an der 15. Stelle der Gesamtwertung, mit einem Rückstand von 67 Runden auf den siegreichen Werks-Porsche 936/81 von Jacky Ickx und Derek Bell.
14 Tage nach dem Rennen in Le Mans holten Edwards und de Villota beim 6-Stunden-Rennen von Pergusa den ersten Rennsieg mit dem T600. Nach einem weiteren Ausfall beim 6-Stunden-Rennen von Watkins Glen erreichten Brian Redman und Eppie Wietzes mit dem Cooke-Woods-T600 beim 6-Stunden-Rennen von Mosport mit dem zweiten Gesamtrang eine weitere Podiumsplatzierung.
Nach den Erfahrungen einer fast kompletten Rennsaison, die in die Weiterentwicklung des Wagens flossen, stellten sich vor Ablauf des Jahres endlich Erfolge ein. Beim Meisterschaftslauf in Elkhart Lake, dem 500-Meilen-Rennen von Road America, fuhren Brian Redman/Sam Posey sowie Chris Cord – der Fahrgestell HU5 erworben hatte – und Jim Adams auf die Ränge zwei und drei. Die Saison endete mit dem Sieg von Guy Edwards und Emilio de Villota beim letzten Rennen des Jahres – dem 1000-km-Rennen von Brands Hatch.
Das Werksteam ersetzte in der Sportwagen-Weltmeisterschaft 1982 den T600 durch das Nachfolgemodell, den T610.

### IMSA-GTP-Serie

#### 1981
Im Gegensatz zu den Anfangsschwierigkeiten in der Sportwagen-Weltmeisterschaft war der T600 in der IMSA-GTP-Serie von Beginn an ein Siegfahrzeug. Cooke-Woods Racing hatte Chassis HU1 erworben, mit dem Brian Redman schon beim ersten Renneinsatz zum Gesamtsieg fuhr. Beim 100-Meilen-Rennen von Laguna Seca gewann Redman knapp vor den beiden Porsche 935-Piloten John Paul junior und John Fitzpatrick. Beim 200-Meilen-Rennen von Lime Rock gewann er mit einem Vorsprung von vier Runden auf den Porsche 935 von Ted Field und Bobby Rahal. Vor dem Rennen in Sears Point wurde ein weiterer T600 – Fahrgestellnummer HU4 – an der US-Amerikaner John Paul junior ausgeliefert, der im Rennen knapp hinter Redman Dritter wurde.
Redman sicherte sich Ende des Jahres die Meisterschaft, wobei der den Triumphen in Laguna Seca und Sears Point Erfolge in Mid-Ohio, Portland und Road America folgen ließ.

#### 1982
Brian Redman hatte nach Ablauf der Vorjahressaison Cooke-Woods Racing verlassen. Mit ihm kehrte auch der Miteigentümer Roy Woods dem Team den Rücken. Damit wurde dem Meisterteam des Vorjahres die finanzielle und fahrerische Qualität entzogen. Dies und starke Konkurrenz waren die Hauptgründe, das Lola nach nur einem Jahr seine Spitzenposition in der Rennserie verlor. Den ersten Saisonsieg gab es im April, als Ted Field und Bill Whittington im Interscope-Racing-T600 (Fahrgestell HU6) das 6-Stunden-Rennen von Riverside gewannen. Es folgten Siege in Laguna Seca – John Paul junior vor Danny Ongais, der den zweiten Interscope-T600 (Fahrgestell HU7) fuhr –, beim 200-Meilen-Rennen von Daytona, dem 500-Meilen-Rennen von Pocono sowie dem 3-Stunden-Rennen von Daytona. In der Gesamtwertung siegte John Paul junior, der die meisten Siege jedoch auf einem Porsche 935 einfuhr.

#### 1983 und 1984
1983 und 1984 war der T600 in dieser Rennserie kein siegfähiges Fahrzeug mehr. Bei Interscope wurde das Fahrgestell HU6 mit einem V6-Chevrolet-Turbomotor ausgestattet. Das Konzept scheiterte aber an der Defektanfälligkeit des Aggregats.

### Deutsche Rennsportmeisterschaft und Interserie
1983 kam ein T600 (Fahrgestell HU12) nach Deutschland. Eingesetzt wurde der Wagen von Karl-Heinz Becker erst in der Deutschen Rennsport-Meisterschaft und ab 1986 in der Interserie. Becker blieb mit dem Wagen, trotz zahlreicher Starts, weitestgehend erfolglos.